# Steve Buyer

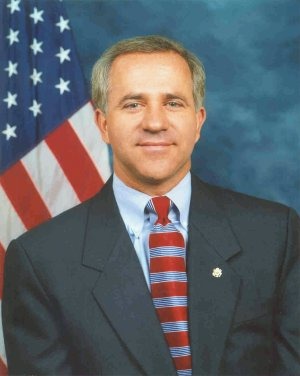
Steve Buyer

Stephen Earle "Steve" Buyer, född 26 november 1958 i Rensselaer, Indiana, är en amerikansk republikansk politiker. Han var ledamot av USA:s representanthus 1993–2011. Han var ordförande i representanthusets veteranutskott 2005–2007.
Buyer gick i skola i North White High School. Han utexaminerades 1980 från militärhögskolan The Citadel. Han avlade 1984 juristexamen vid Valparaiso University i Valparaiso, Indiana. Han deltog i Kuwaitkriget som överstelöjtnant i USA:s armé och befordrades 2004 till överste.
Buyer besegrade sittande kongressledamoten Jim Jontz i kongressvalet 1992. Han efterträdde Jontz som kongressledamot i januari 1993. Jontz hade varit kongressledamot i sex år och en viktig valfråga för Buyer var att man skulle begränsa antalet mandatperioder som en kongressledamot kan sitta i representanthuset utan avbrott. Buyer röstade själv för ett sådant lagförslag 1994. Det skulle ha krävts två tredjedelars majoritet för lagförslaget att gå igenom och detta lyckades inte. Buyer ställde upp till omval flera gånger, eftersom han menade att en maximigräns borde gälla alla ledamöter och inte bara honom.